# بوسنا (سوسیس)
بوسنا (گاهی اوقات Bosner) یک فست فود تند اتریشی است که گفته می‌شود منشأ آن شهر زالتسبورگ است. اعتقاد بر این است که در سال ۱۹۴۹ توسط فردی به نام زانکو تودورف اختراع شده‌است. در حال حاضر در سراسر غرب اتریش و جنوب بایرن محبوب است.
این سوسیس شبیه یک هات داگ است که عمدتاً از سوسیس براتورست، پیاز و ترکیبی از خردل یا کچاپ و پودر کاری (کچاپ کاری) تشکیل شده‌است. بوسنا با نان سفید درست می‌شود و معمولاً قبل از سرو برای مدت کوتاهی کباب می‌شود.

## انواع
انواع مختلفی از بوسنا وجود دارد:
- Kleine Bosna (بوسنای کوچک)، تنها با یک سوسیس
- Große Bosna (بوسنای بزرگ)، با دو سوسیس
- کافکا (به نام فرانتس کافکا، Käsekrainer Bosna)، با یک نوع سوسیس متفاوت؛ به‌طور کلی یک سوسیس با گوشت متفاوت، ادویه و پنیر بیشتر